# Далеминци
Далеминците или Гломачите (на немски: Daleminzier, Daleminzen; на полски: Głomacze, Dalemińcy) са западнославянско племе, част от племенния съюз на лужишките сърби. Населява територии по средното течение на река Елба. Те сами се наричат Гломаци (Глумаци) (Glomaci, Glumaci) на тяхното централно светилище Гломуци.
Споменати са за пръв път през 805 г. по време на похода на Карл Млади, най-възрастният син на Карл Велики, против славяните. Тогава е победен техният вожд Семела. През 880 година гломачите и други лужишкосръбски племена вдигат успешен бунт срещу германското управление и се присъединяват към Великоморавия. Около 908 г. Хайнрих I Птицелов тръгва против гломачите, които викат унгарците за помощ.
През 928/929 г. е превзет и разрушен главният им град Гана. На негово място Хайнрих основава град Майсен (932). Гломачите са подчинени и интегрирани в Източнофранкското кралство, в състава на създаденото през 965 година Маркграфство Майсен.

## Гау Далеминци
Гау Далеминци (на немски: Gau Daleminzi; на латински: pagus Daleminzi) е средновековно гау-графство на река Елба в Саксония, Германия. Графството се намира в Маркграфство Майсен.
Граф в Гау Далеминци e:
- Рикдаг II († 985), 978 г. маркграф на Майсен, 982 г. маркграф на маркграф на Мерзебург и Марка Цайц, 983 г. граф в Гау Хутици, Гау Далеминци и Швабенгау